# Sollentuna landskommun
Sollentuna landskommun var en kommun i Stockholms län.

## Administrativ historik
Kommunen bildades vid kommunreformen 1863 ur Sollentuna socken i Sollentuna härad i Uppland.
I landskommunen inrättades 13 december 1929 Norrvikens municipalsamhälle.
Landskommunen med municipalsamhället ombildades 1944 till Sollentuna köping.

## Politik

### Mandatfördelning i valen 1938-1942
| 19 |  | 4 | 6 |

| 28 |

| 2 | 23 | 7 | 8 |

| 32 | 8 |